# Teuffenthal
No confundir con Teufenthal en el cantón de Argovia.
Teuffenthal es una comuna suiza del cantón de Berna, situada en el distrito administrativo de Thun. Limita al norte con las comunas de Horrenbach-Buchen y Oberlangenegg, al este con Eriz y Horrenbach-Buchen, así como Sigriswil, con quien también limita al sur; al suroeste con Heiligenschwendi, y al oeste con Homberg.
Hasta el 31 de diciembre de 2009 situada en el distrito de Thun.